# Саттон, Джон, 1-й барон Саттон из Дадли
Джон де Саттон (англ. John de Sutton; 1310 — 21 ноября 1359) — английский аристократ, 1-й барон Саттон из Дадли с 1342 года.

## Биография
Джон де Саттон был сыном землевладельца из Центральной Англии, носившего то же имя, и Маргарет Сомери. В 1342 году он был впервые вызван в парламент как барон Саттон из Дадли; впрочем, в источниках он как барон не упоминается, а потому у исследователей нет уверенности в этом, что этот Саттон может быть причислен к английским пэрам. 
Джон был женат на Изабелле Черлтон, дочери Джона Черлтона, 1-го барона Черлтона, и Гевизы де ла Поль. В этом браке родился сын, тоже Джон.